# Emil Mangelsdorff
Pour les articles homonymes, voir Mangelsdorff.
Emil Mangelsdorff ([ˈɛmɪl ˈmaŋl̩s.dɔʁf]), né le 11 avril 1925 et mort le 20 janvier 2022, est un musicien de jazz allemand qui joue du saxophone alto, du saxophone soprano, de la clarinette et de la flûte. Il est un pionnier du jazz sous le régime nazi qui a conduit à son emprisonnement. Après la Seconde Guerre mondiale et des années comme prisonnier de guerre, il est membre fondateur de l'ensemble de jazz Hessischer Rundfunk en 1958. Il joue avec plusieurs groupes et est actif, également en tant qu'éducateur, jusqu'à un âge avancé.

## Biographie
Mangelsdorff est né à Francfort, fils du relieur Emil Albert Joseph Mangelsdorff (1891–1963), né à Ingolstadt, et de sa femme Luise, née Becker (1896–1976), de Wertheim. Mangelsdorff est initié au jazz à l'âge de neuf ans, lorsque sa mère passe à Radio Luxembourg et qu'il entend la voix de Louis Armstrong. Son premier instrument est l'accordéon,. En 1942 et 1943, Mangelsdorff étudie la clarinette au Conservatoire Hoch de Francfort. En tant que membre du Frankfurt Hotclub Combo (de), avec le trompettiste Carlo Bohländer, le bassiste Hans Otto Jung (de) et le batteur Hans Podehl (de), il joue du jazz et devient une figure de proue du Swingjugend, ce qui le conduit à être emprisonné par la Gestapo,. Il est intégré de force dans l'armée allemande et est prisonnier de guerre russe pendant quatre ans. En 1949, il retourne à Francfort et décide de devenir musicien de jazz professionnel. Il joue dans les groupes de Joe Klimm et Jutta Hipp, et est également membre des Frankfurt All Stars et de l'ensemble de jazz du radiodiffuseur Hessischer Rundfunk à partir de 1958,. En 1966, il fonde Swinging Oil Drops, avec Joki Freund (de), Volker Kriegel (en), Fritz Hartschuh (de) et Günter Lenz (en),.

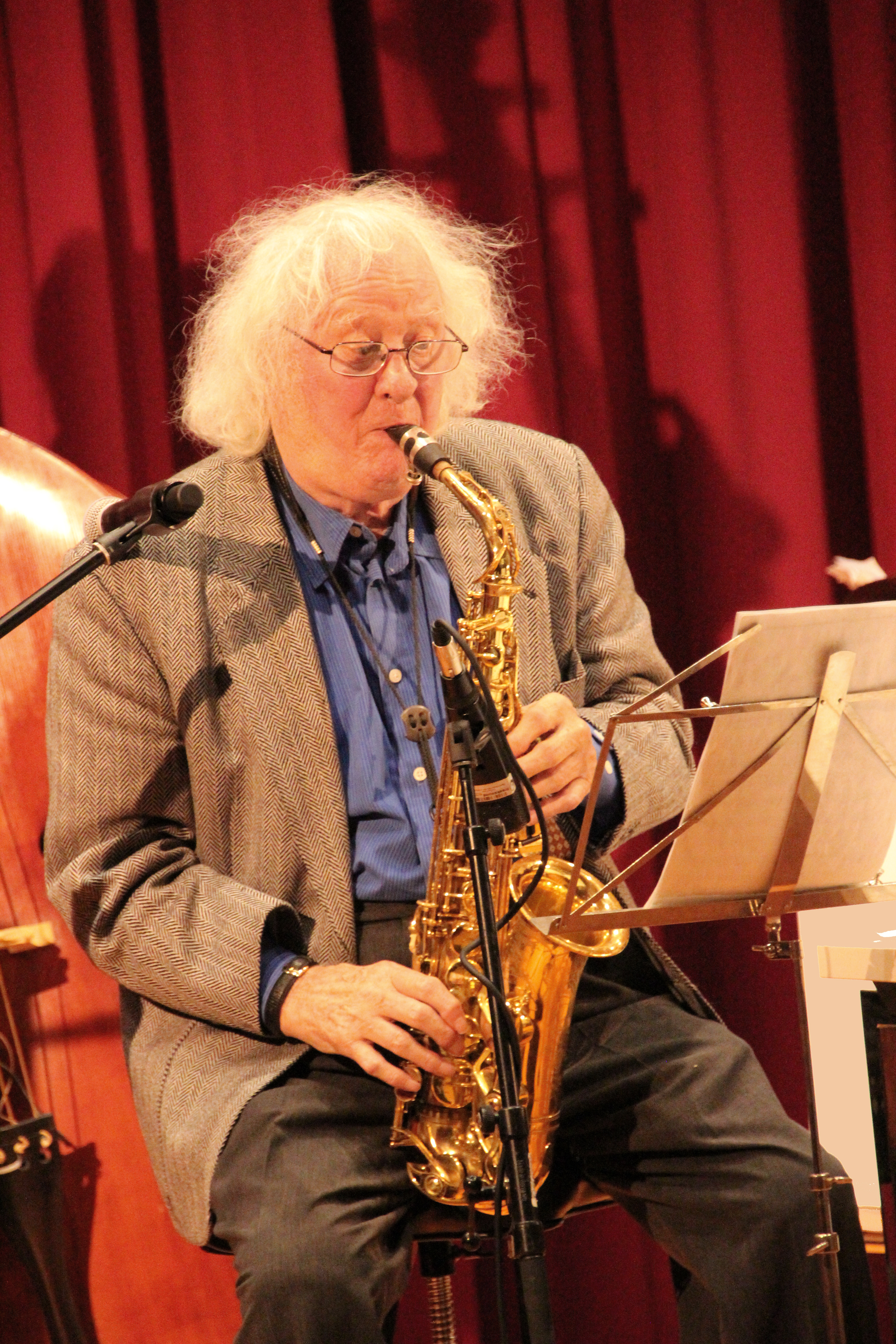
Emil Mangelsdorff en 2015.

Mangelsdorff a été influencé par le swing. Il continue à se développer musicalement, jouant du bebop, du jazz fusion et du cool jazz,. En 1964, il écrit un manuel d'instructions pour le « jazz saxophone ». Il joue avec Charles Mingus à New York et s'est souvent produit au Jazzkeller (littéralement « cave à jazz ») de la Kleine Bockenheimer Straße à Francfort, parfois avec son frère, le tromboniste Albert Mangelsdorff,. Il donne son dernier concert au Holzhausenschlösschen (en) de Francfort le 1er novembre 2021. Il a également témoigné dans les écoles sur l'époque nazie, poursuivant un travail de mémoire jusqu'à un âge avancé.
Sa première épouse Simone Mangelsdorff (de), une soprano lyrique, est morte en 1973. Monique (morte en 2018 ) est sa deuxième épouse. Mangelsdorff meurt à Francfort-sur-le-Main le 20 janvier 2022, à l'âge de 96 ans,.

## Récompenses
- 1995 : Prix Hessian Jazz (de)[8]
- 1995 : Médaille Goethe de la ville de Francfort (de)[17]
- 2001 : Médaille Wilhelm-Leuschner[8]
- 2006 : Goethe-Plakette (de) de Hesse[8]
- 2008 : Croix d'officier de l'Ordre du mérite de la République fédérale d'Allemagne[8]
- 2015 : Professeur honoraire du Land de Hesse [18]